# 邹美琪
邹美琪（1935年—），女，祖籍山东邹县，生于上海，中国航天电子技术工程专家，曾任中国空间技术研究院计划部研究员、副总工程师。

## 家庭
丈夫鲍百容。